# 会田村
会田村（あいだむら）は長野県東筑摩郡にあった村。現在の松本市北東部の一角にあたる。

## 地理
- 河川：会田川

## 概要
平安時代以降、会田御厨が成立し、江戸時代には北国西街道の会田宿が置かれた。

## 歴史
- 1874年（明治8年）1月23日
  - 筑摩県筑摩郡執田光村・井刈村・北山村・落水村・西宮村・宮本村・会田町村が合併して会田村となる。
  - 筑摩県筑摩郡谷原町村・七嵐村・赤怒田村・殿野入村・反町村・金山町村・保福寺町村・取出村・板場村・穴沢村が合併して刈谷原村となる。
- 1881年（明治14年）8月25日 - 刈谷原村が分割して刈谷原町村・七嵐村・赤怒田村・殿野入村・反町村・金山町村・保福寺町村・取出村・板場村・穴沢村となる（刈谷原町村・七嵐村・赤怒田村・殿野入村・反町村・金山町村は町村制施行時に錦部村の一部となる）。
- 1876年（明治9年）8月21日 - 長野県の所属となる。
- 1879年（明治12年）1月4日 - 郡区町村編制法の施行により、会田村・刈谷原村が東筑摩郡の所属となる。
- 1889年（明治22年）4月1日 - 町村制の施行により、取出村・板場村・穴沢村および会田村の一部（宮本・会田町）の区域をもって会田村が発足（会田村の残部は五常村となる）。
- 1955年（昭和30年）4月1日 - 錦部村・中川村・五常村と合併して四賀村が発足。同日会田村廃止。
- 2005年（平成17年）4月1日 - 四賀村が松本市に編入。

## 交通

### 道路
- 国道143号

現在は旧村域を長野自動車道が通過するが、当時は未開通。

## その他
村内ではマツタケが豊富に生産されており、1950年代には観光客向けの松茸狩りも盛んにおこなわれていた。1953年9月26日には、松茸狩りの客18人を乗せたオート三輪トラックが転落、15人が死傷する事故も起きている。